# Одарченко Олексій Опанасович
Олексій Опанасович Одарченко (1866, Лебедин, Сумська область — 1940, Прага) — учений-правознавець, професор.

## Біографія
Одарченко Олексій Опанасович народився в 1866 році в місті Лебедин Сумської області у дворянській родині. Його батько був дворянином, працював лікарем при Лебединському повітовому і приходському училищах. У 1859 році лікар Одарченко був у селі Лифине, де на той час у маєтку поміщика Д. О. Хрущова перебував поет Тарас Шевченко.
Олексій отримав юридичну освіту. В 1921 році емігрував. Спочатку жив у Варшаві, працював професором торгового і фінансового права Варшавського університету. Від 1923 р. — професор Українського Вільного Університету у Празі.

## Твори
Автор наукових праць із історії, права, економіки українською, російською і чеською мовами. В тому числі: Кто наследник царского престола в России? — Прага, 1939.